# Zhang Mengxue
Zhang Mengxue est une tireuse sportive chinoise née le 6 février 1991. Elle a remporté le pistolet à 10 m aux Jeux olympiques d'été de 2016 à Rio de Janeiro.